# Estación de Requena
Requena es un apeadero ferroviario situado en el municipio español de Requena, en la provincia de Valencia, Comunidad Valenciana. Disponía de servicios de media distancia hasta el 8 de enero de 2021, y forma parte de la línea C-3 de Cercanías Valencia.

## Situación ferroviaria
La estación se encuentra a 706,95 metros de altitud en el punto kilométrico 12,6 de la línea férrea 310 de la red ferroviaria española que une Aranjuez con Valencia. Este kilometraje tiene que ver con la sección Utiel-Valencia donde Utiel se toma como pk. 0. Tomando la línea en su conjunto el pk. correspondiente es el 277,4. El tramo es de vía única y está sin electrificar. Las estaciones colaterales son San Antonio de Requena y El Rebollar. 

## Historia
La estación fue abierta al tráfico el 1 de octubre de 1885 con la finalización del tramo Sieteaguas-Utiel de la línea que pretendía unir inicialmente Valencia con Cuenca, aunque finalmente se detuvo en Utiel. Las obras corrieron a cargo de la Sociedad de los Ferrocarriles de Cuenca a Valencia y Teruel que en 1886 pasó a ser conocida como la Compañía de los Caminos de Hierro del Este de España. Sin grandes tráficos estables ni enlaces con ninguna línea de peso, «Este» se vio abocada a la bancarrota, siendo anexionada por la compañía «Norte» en 1892. Norte mantuvo la gestión de la estación hasta la nacionalización de la red de ancho ibérico en 1941 y la creación de RENFE. Desde el 1 de enero de 2005, tras la extinción de la antigua RENFE, Renfe Operadora explota la línea mientras que Adif es la titular de las infraestructuras.

## La estación
El edificio de viajeros es una amplia estructura rectangular, inusual para un apeadero. La fachada principal consta de 5 puertas centrales y 3 ventanas por ala. El andén está cubierto por una amplia marquesina. Dispone de parking para 10 plazas, siendo una de ellas para usuarios con movilidad reducida.

## Servicios ferroviarios

### Cercanías
Forma parte de la línea C-3 de Cercanías Valencia. Dispone de trenes CIVIS que permiten cubrir el trayecto Requena-Valencia en poco más de una hora.
| procedencia/destino | < estación  | Línea | estación >             | destino/procedencia |
| ------------------- | ----------- | ----- | ---------------------- | ------------------- |
| Valencia-Norte      | El Rebollar |       | San Antonio de Requena | Utiel               |